# Comuna Szczerców
Szczerców este o comună (în poloneză: gmina) rurală în powiatul Bełchatów, voievodatul Łódź, Polonia.
Comuna acoperă o suprafață de 128,91 km² și are, potrivit datelor din anul 2006, o populație de 7.582.